# 赤土崎
赤土崎，是台灣新竹市的一個地名，在今東區中部，範圍大致包括光明里西側、頂竹里東側、仙宮里、建華里、東山里、綠水里、光復里南側、軍功里、武功里、立功里西側、建功里西側等地。今設有赤土崎公園作為紀念。

## 歷史
台灣清治末期至日治前期，該地區為一街庄，稱為「赤土崎庄」，隸屬於竹北一堡。該庄北與東勢庄為鄰，東與埔頂庄為鄰，南邊為青草湖庄，西邊為新竹街。在《臺灣堡圖》中，下分四個聚落：赤土仔（今國立清華大學成功湖一帶）、草厝仔（今工研院東區宿舍一帶，NOVA資訊廣場新竹店光復路對面）、牛路橋（今新竹馬偕紀念醫院一帶）、廣舍頭（今博愛街、學府路口）。
1920年（日治大正九年），改制為「赤土崎」大字，隸屬於新竹州新竹郡新竹街。1930年新竹街升格為新竹市，赤土崎仍屬之。戰後之初，新竹市改制為省轄市，初期設有赤土里。其後中華民國國防部將赤土里規劃為眷村，大量軍眷入住，人口增加；因此新竹市政府廢除赤土里，改設為數個帶有榮民色彩名稱的豐功里、武功里、軍功里、建功里、偉功里（今已拆除眷村改為公園、併入武功里）、光明里。

## 交通
縣道122號穿越赤土崎地區北部，往東可前往竹東，往西可前往新竹市市中心。

## 學校
- 國立清華大學
- 國立交通大學校本部（部分）
- 國立交通大學博愛校區
- 建功高中
- 新竹高中
- 新竹高商
- 光復高中
- 培英國中
- 建華國中
- 東園國小
- 建功國小

## 機構
- 工業技術研究院光復院區
- 馬偕紀念醫院新竹院區

## 廟宇
- 天宏宮（西王母廟）